# 马诺埃尔里巴斯
马诺埃尔里巴斯是巴西巴拉那州的一个市镇。总面积571.338平方公里，总人口13119人，人口密度23人/平方公里。